# پترسباخ
پترسباخ (به فرانسوی: Petersbach) یک کمون در فرانسه با جمعیت ۷۲۸ نفر است که در با-رن واقع شده‌است.